# Adonis (mite)

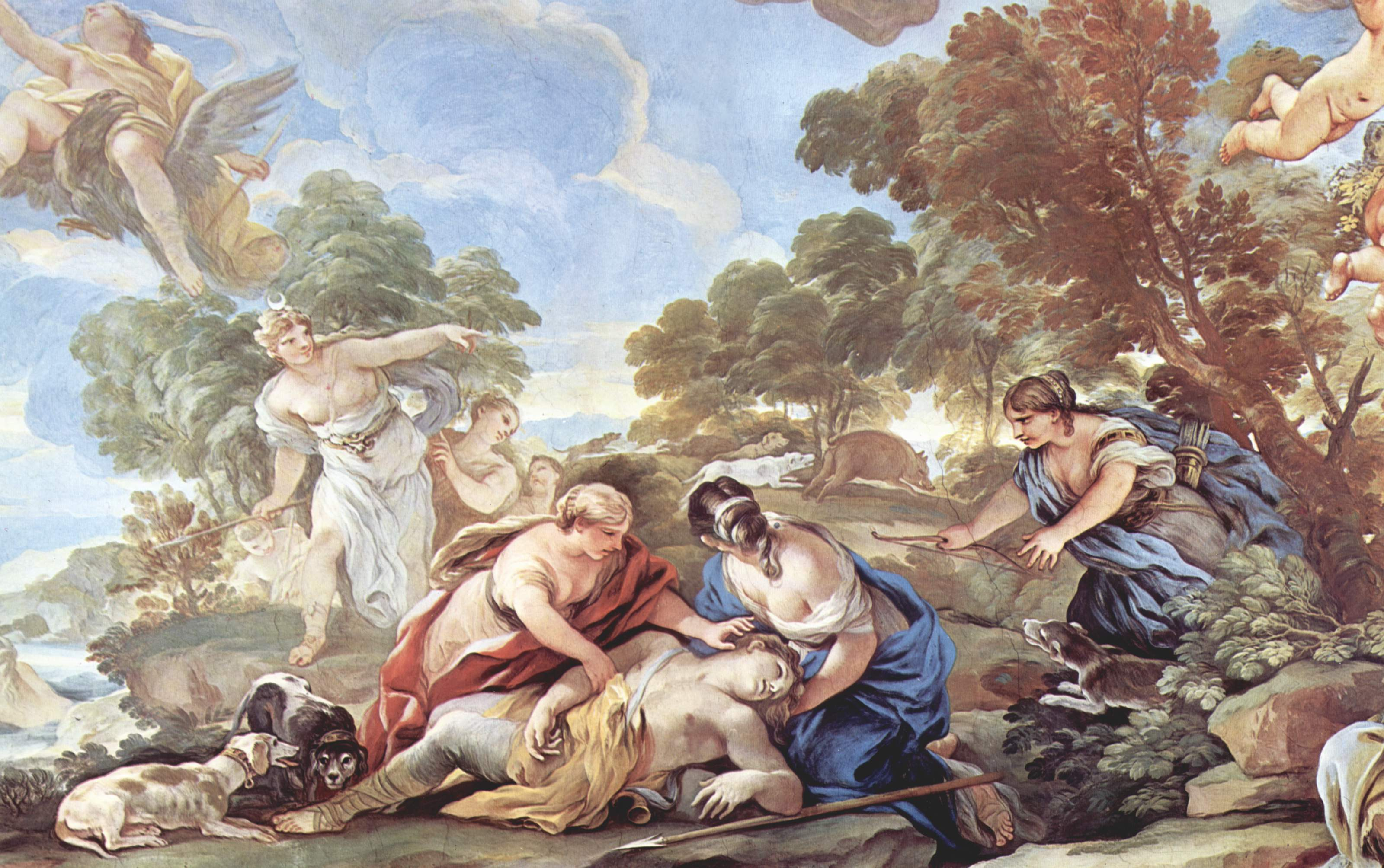
La mort d'Adonis de Luca Giordano.

Segons la mitologia grega, Adonis (en grec antic Άδωνις) fou un heroi, fill de Cínires, rei de Xipre, i de Mirra, que era filla de Cínires.
Hesíode explica la llegenda i diu que tant el personatge com el mite tenen origen en el déu siríac Adoni -el senyor-. Mirra (o Esmirna), va provocar la còlera d'Afrodita, que la va portar a desitjar un incest amb el seu pare. Ajudada per la seva dida, Hipòlita, va enganyar Cínires i es va unir amb ell durant dotze nits. Però la darrera nit, Cínires va descobrir l'engany de la seva filla i la va perseguir per matar-la. Mirra va demanar la protecció dels déus que la van transformar en l'arbre de la mirra. Als deu mesos, l'escorça de l'arbre es va trencar i va néixer un nen, Adonis.
Afrodita, impressionada per la bellesa del nen, el va recollir i el va donar a Persèfone en secret, perquè el criés. A Persèfone també li agradà tant la criatura que no la volia tornar a Afrodita. La disputa va transcendir, i Zeus va actuar d'àrbitre. (També es diu que va ser la musa Cal·líope en nom de Zeus). La decisió va ser que Adonis visqués una tercera part de l'any amb Afrodita i l'altra tercera part amb Persèfone. La resta de l'any on ell volgués. Per alguna raó poc aclarida, Adonis va suscitar la còlera d'Àrtemis, que durant una cacera li envià un senglar que el va ferir mortalment.
En aquest primer planteig del mite es pot veure el simbolisme de la vegetació, amb el nen nascut d'un arbre, que passa un terç de l'any sota terra i la resta del temps surt a la llum i s'uneix a la deessa de la primavera i de l'amor.
Algunes variants expliquen que Cencreis, la mare de Mirra, havia ofès Afrodita dient que la seva filla Mirra era més bella que ella, i per això la deessa va provocar-li el desig per Cínires. Mirra, quan va sentir el desig incestuós pel seu pare, es va voler penjar, però la seva dida la va convèncer que satisfés el seu amor. Consumat el delicte, la noia s'amagà al bosc, on Afrodita, compadida, la transformà en arbre. Cínires va tallar l'escorça de l'arbre amb l'espasa, i així va néixer Adonis. Una altra versió deia que havia estat un senglar amb les seves dents qui havia trencat l'escorça, com una premonició de la mort d'Adonis més endavant.
El mite d'Adonis se situa moltes vegades al Líban. Per Biblos passava un riu que es deia Adonis, i que un cop a l'any adquiria un color vermell, el mateix dia de la mort d'Adonis.
Algunes llegendes sobre flors van lligades a Adonis. No només l'origen de la mirra, sinó també el de la rosa. Al començament, la rosa era blanca, però quan Afrodita anava a socórrer Adonis ferit, es va clavar una espina, i les gotes de la seva sang van donar color a les flors que se li consagren. La flor d'anemone es diu que va néixer de la sang d'Adonis ferit, i amb la seva desclosa anuncia la primavera. El poeta Bió explica que la deessa va vessar tantes llàgrimes com Adonis gotes de sang, i de cada llàgrima naixia una rosa, i una anemone de cada gota de sang.
Es va instituir una festa funerària a Síria, on les dones sirianes celebraven cada any el naixement de la primavera. Plantaven en caixes o altres recipients, llavors que regaven amb aigua calenta per tal que sortissin més ràpidament. Aquestes plantacions es deien jardins d'Adonis. Les plantes, forçades a sortir, es pansien al cap de poc, i simbolitzaven el destí d'Adonis. Les dones feien planys rituals per la desgràcia del jove estimat per Afrodita.
Entre els grecs la seua figura fou objecte d'un culte mistèric, amb ritus de procedència oriental. Introduïda des d'Orient, a Grècia es celebrava un festival, les Adònies, que durava dos dies.